# Thomas Adolphus Trollope
Thomas Adolphus Trollope (Bloomsbury, Londres, 29 de abril de 1810-1892) foi um historiador inglês.
Era o filho mais velho de Thomas Anthony e de Frances Trollope (um seu irmão mais novo foi Anthony Trollope, romancista). Foi educado na Harrow School e no Winchester College. Entre 1840 e 1890, Thomas Adolphus Trollope produziu cerca de sessenta volumes de escrita de viagens, história e ficção, além de uma grande quantidade de trabalho em publicações periódicas e jornalísticas. Viveu na Itália durante a maior parte de sua vida adulta, mas retirou-se para Devon, Inglaterra, em 1890. Morreu em Clifton, perto de Bristol, em 11 de Novembro de 1892. Suas memórias foram publicadas em três volumes, com o título What I Remember, entre 1887 e 1889.